# Lynn Hershman Leeson
Lynn Hershman Leeson (1941, Cleveland, EUA) és una artista i cineasta estatunidenca.
Lynn Hershman Leeson tracta en la seva obra temes socials d'actualitat, com ara la relació entre persones i màquines, la construcció de la identitat, la privadesa en una era de vigilància massiva, la fusió de real i virtual, i l'ús dels mitjans de comunicació com a eina contra la censura i la repressió política.
En la seva coneguda obra Roberta Breitmore (1974-1978), Hershman Leeson va assumir la identitat d'un personatge fictici; es tractava d'una identitat construïda a la qual va anomenar Roberta Breitmore, que tenia permís de conduir propi, compte bancari i targeta de crèdit, i que també va ser present en inauguracions d'exposicions. Fins i tot va arribar a posar anuncis de contactes per conèixer homes a Union Square Park, a San Francisco. En una altra ocasió, l'artista va organitzar un concurs de semblances amb el seu personatge a través de l'obra Roberta Construction Chart #1 (Gràfic per a la construcció de Roberta núm. 1, 1975), un mapa del seu rostre amb instruccions precises sobre colors i maquillatge per crear una còpia d'aquesta identitat.
El 1978 Hershman Leeson va deixar morir el seu personatge i va transformar Roberta en CyberRoberta (1995-2000), una intel·ligència artificial interactiva que pren la forma d'una escultura femenina basada en el web.